# Strage di Penetola
La strage di Penetola, nei pressi di Umbertide è stato un crimine di guerra commesso dalle truppe naziste il 28 giugno 1944 in località Penetola di Niccone, nel comune di Umbertide.
Nel corso della strage furono uccisi dodici cittadini umbertidesi.

## I fatti
Dal racconto di una sopravvissuta:
Due SS si fecero accompagnare da mio marito, sotto la minaccia delle armi puntate, per attingere acqua presso il pozzo: avevano una gran sete. Intento altri tedeschi ci perquisirono tutti e si fecero consegnare documenti e denaro: la fede d'oro l'avevamo già data alla Patria. chiedemmo il motivo di quell'incursione. "Dovete morire tutti", fu la risposta. Un gruppo di soldati fece uscire le bestie dalle stalle e, quando ebbe finito di sistemare il fieno in varie parti della casa, lanciò bombe a mano incendiarie. Il fieno cominciò a bruciare e noi, ventiquattro persone, ci rifugiammo in una piccola stanza. Per il calore che saliva il fumo che accecava e toglieva il respiro aprimmo la finestra; subito una bomba lanciata dal di fuori scoppiò all'interno della camera, ferendo alcuni di noi ed asportando il braccio sinistro a mio figlio Renato.
Il sangue, i lamenti, il caldo, il fumo, il buio trasformarono quella stanza in una bolgia infernale! Mio nipote Guido Luchetti, mentre attraverso una fessura del muro stava spiando all'esterno fu colpito da una pallottola alla tempia. La famiglia Forni, presa dalla disperazione, pensò di salvarsi saltando dalla finestra: Canzio, Ezio ed Edoardo furono presi ed immediatamente fucilati. I Nencioni tolsero alcune mattonelle dal pavimento, già sconnesso dalla bomba, e si calarono nella sottostante stalla delle pecore: furono presi ed uccisi a colpi di fucile. Intanto si stava facendo giorno e noi, feriti ma vivi, cercavamo di sollevare quelli in più gravi condizioni e di combattere con il fuoco che ci lambiva, gettando dell'aceto contenuto in un recipiente che si trovava in un angolo della stanza. Convinti di averci uccisi tutti, i nazisti se ne andarono; in dodici ci salvammo in quell'angolo rimasto in piedi. [...]»

## Le vittime
- Ferruccio Nencioni 46 anni
- Conforto Nencioni 36 anni
- Eufemia Nencioni 44 anni
- Milena Nencioni 30 anni
- Emilia Nencioni 68 anni
- Carlo Avorio 8 anni
- Antonio Avorio 11 anni
- Renato Avorio 14 anni
- Guido Luchetti 18 anni
- Edoardo Forni 16 anni

## Monumenti
Una lapide in ricordo delle vittime è stata scoperta sul casolare dove avvenne la strage in occasione del trentesimo anniversario.